# 早稲田大学野球部
早稲田大学野球部（わせだだいがくやきゅうぶ、英: Waseda Baseball Club）は、東京六大学野球連盟に所属する大学野球チーム。早稲田大学の学生によって構成されている。卒業生（あるいは4年生次まで在籍した部員、会が入会を認めた者）で構成するOB会の名称は稲門倶楽部。
20世紀に入り、慶應義塾大学野球部（慶應）とともに、日本野球の創成・発展に大きく寄与した。

## 歴史

### 前史
1897年、押川方存（後の冒険小説家・押川春浪）らによってベースボール部が作られる。しかし道具が揃わなかった上、当時の早稲田構内には運動場がないという状態であった。その上、集まった選手たちの技量は低く、早稲田中学にも惨敗するほどであったため、本格的な部活にはならず、名義だけがある状態であった。

### 草創期

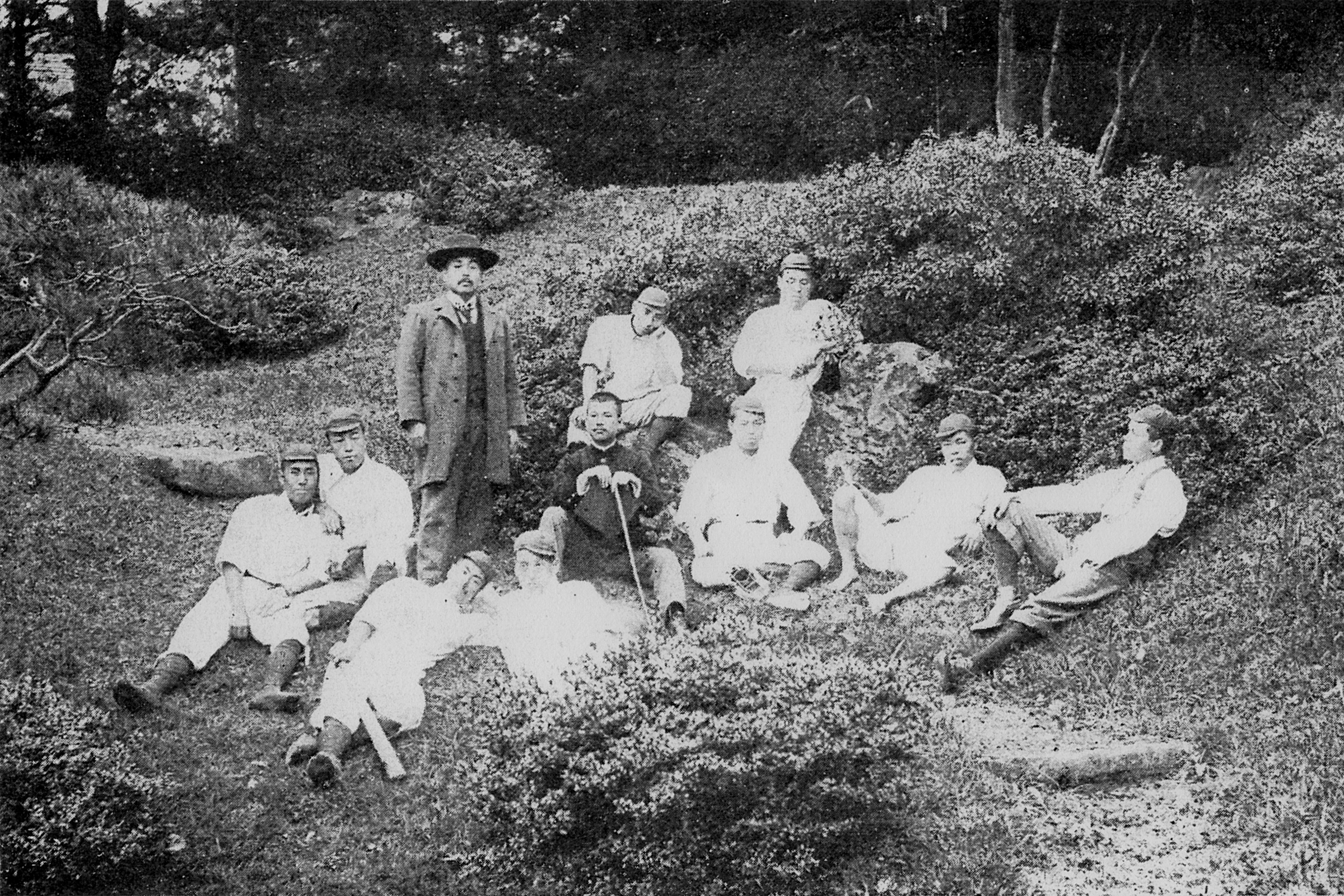
東京専門学校野球部（1901年）
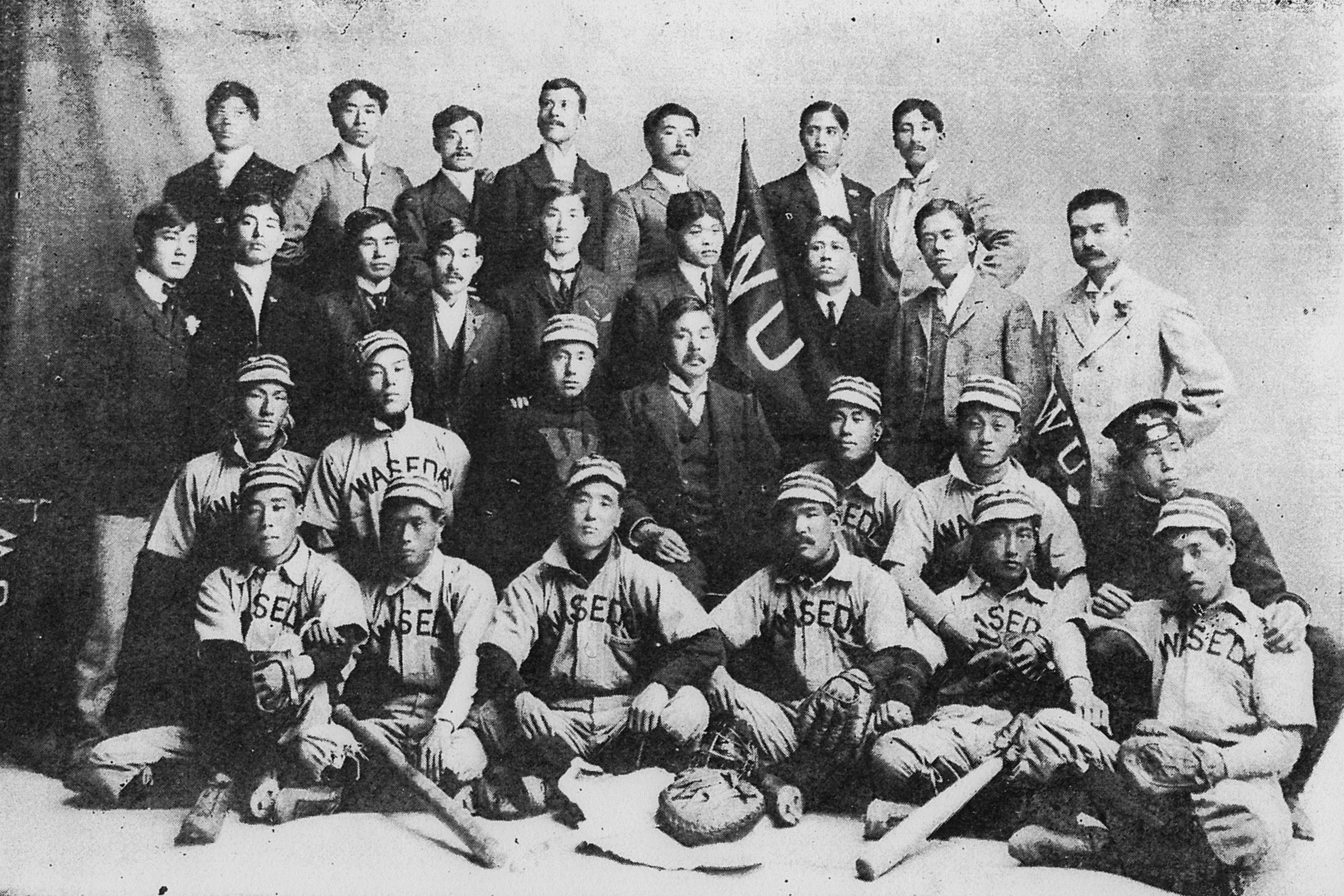
第1回米国遠征時の早稲田大学野球部（1905年）

1911年の第2回アメリカ遠征（3月28日-8月17日）中にニューヨークの独立記念日パレードに参加した早大野球部。遠征成績は17勝36敗。

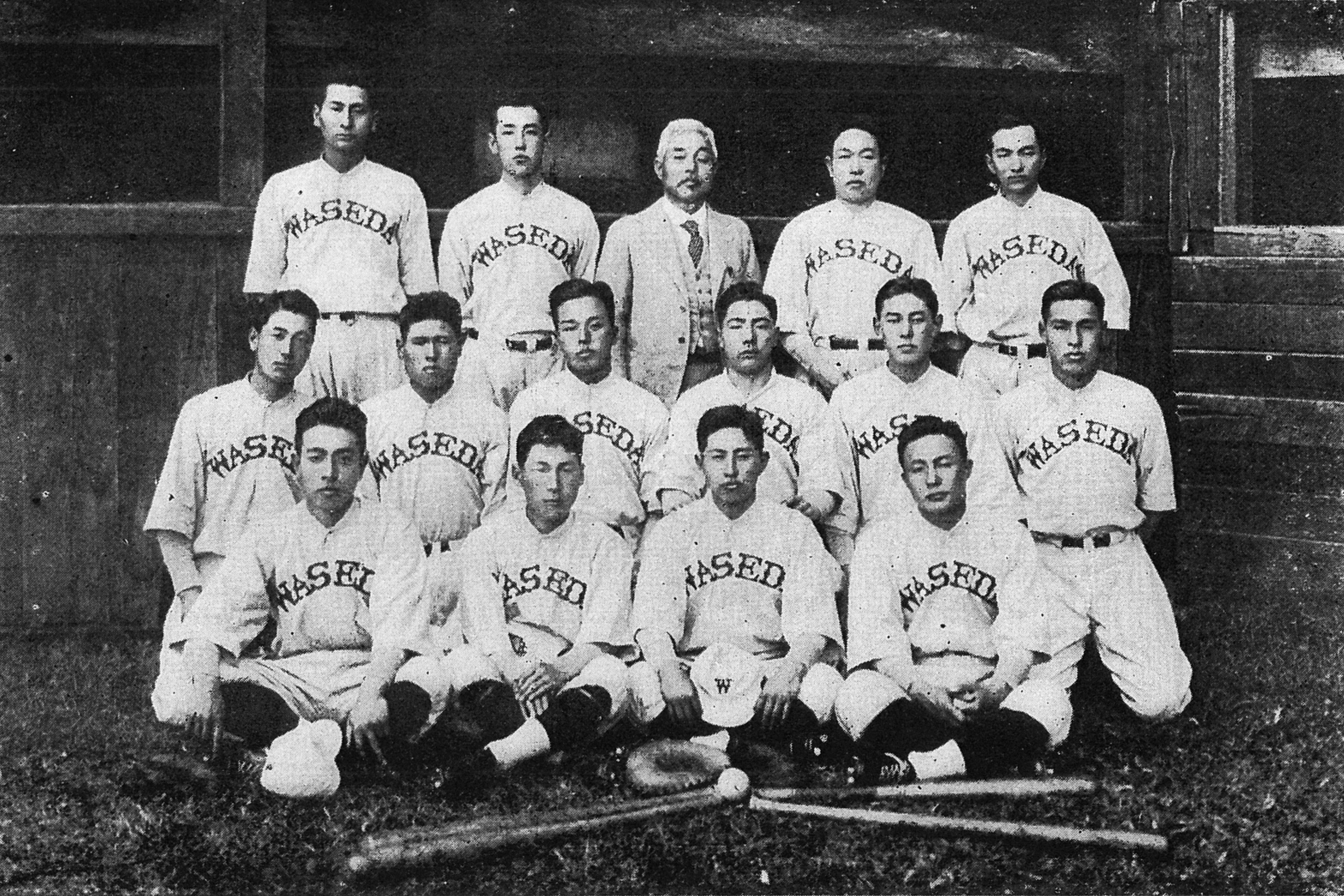
1921年のチーム。後列中央に安部磯雄部長、その右隣に飛田忠順監督。

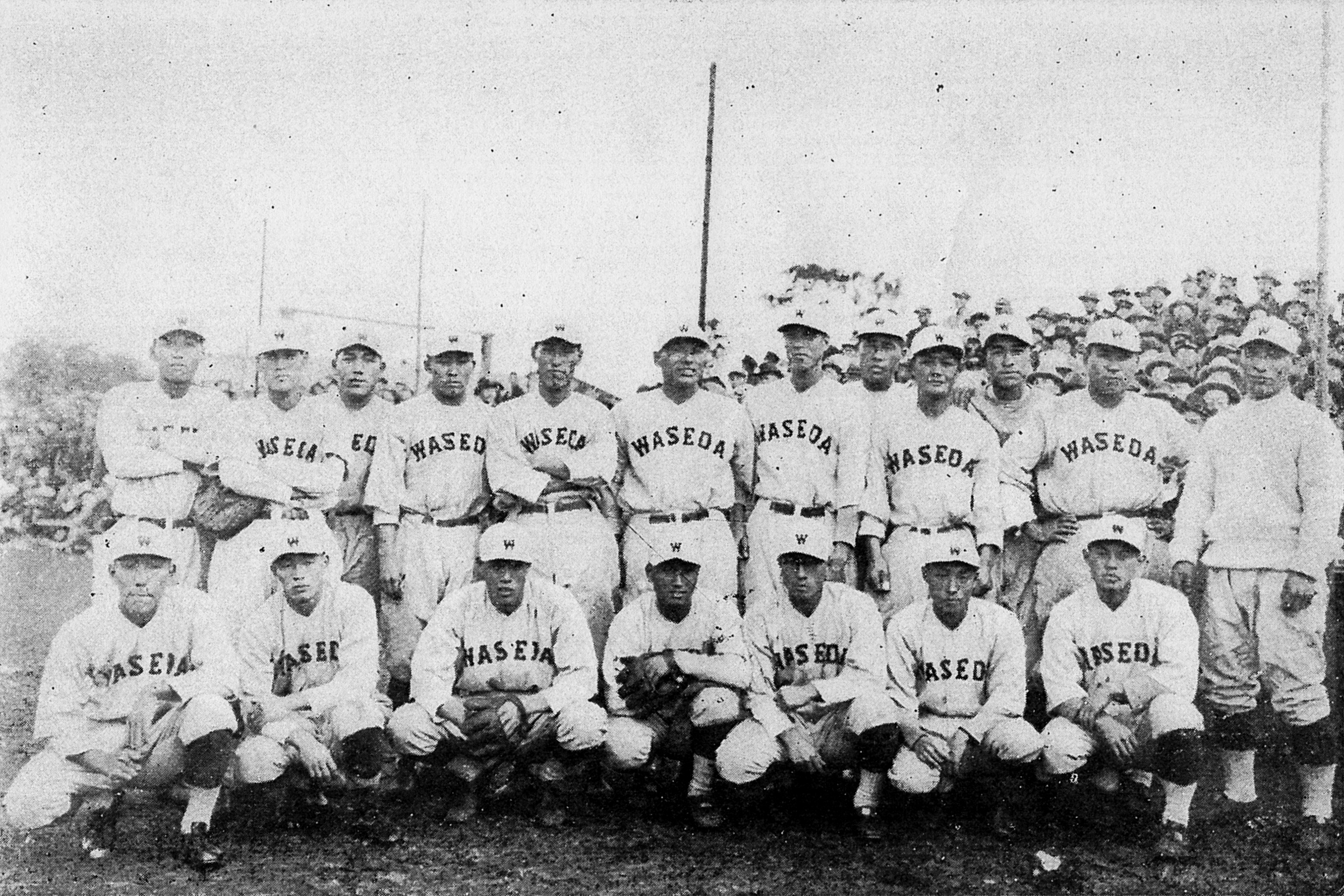
1924年のチーム。竹内愛一、氷室武夫、伊丹安広、井口新次郎などの実力派を揃えていた。

早稲田大学前身の東京専門学校時代だった1901年、部長に安部磯雄を迎え、学生たちによって本格的に創部された。当時の名称は「チアフル倶楽部」というものだった。この時の主なメンバーは、大橋武太郎（初代主将）、西尾牧太郎、丸山二郎、鈴木豊、弓館芳夫（後の新聞記者・随筆家の弓館小鰐）など。翌年には専用グラウンドとして戸塚球場を開設、チーム力は徐々に向上していった。
創部初試合は1901年秋学習院に挑戦状を送って実現、7-6で破った。後に早慶戦となる慶應との初対決は1903年11月21日のこと。慶應への挑戦状は橋戸信が書いたと伝えられる。翌1904年6月に早慶両校が当時最強と呼ばれた一高を連日にわたって破り、直後の早慶戦で慶應に初勝利を挙げたことにより、早稲田は一躍日本球界のトップに躍り出た。
1905年には約3ヶ月にわたる米国遠征を敢行。日本の野球チームによる初の国外遠征であった。日露戦争中でありながら安部磯雄が大隈重信をはじめとする大学当局を説き伏せ、部員との約束（東京中の一流チームに全勝したら米国に遠征させてやる、というもの）を果たした。この遠征で投手のワインドアップモーションやスクイズプレイなどバントの活用、スライディングなどのプレーや戦術・練習法、グローブや野球靴などを持ち帰るなど、大きな収穫を得た。安部、橋戸らはこの収穫を独り占めすることなく著書や他校への指導などで普及に努めた。このことが夜明けから間もない日本の野球に革命をもたらした。
1906年に応援の過熱から早慶戦が中断となった後も日本初の海外チームの招聘（1907年、ワシントン大学）、初のフィリピン遠征ほか数度の米国遠征を行い、またアメリカ合衆国から有力学生チームやコーチを招くなど、慶應と競うようにチーム力を高め、日本野球界の頂点の座を占めてきた。また積極的に全国の学校に指導に出て、野球の普及と球界の発展に貢献を果たした。橋戸信・河野安通志・押川清・飛田忠順（穂洲）・佐伯達夫・谷口五郎・田中勝雄ら世間を賑わせ、後の日本球界を牽引した逸材を多く世に出した。1919年12月から飛田を専任コーチとして初めて監督制を敷いた。打倒シカゴ大学を夢に描いて飛田は猛練習につぐ猛練習で選手たちを鍛え上げ、黄金時代を築いた。

### 早慶戦復活 - 戦前

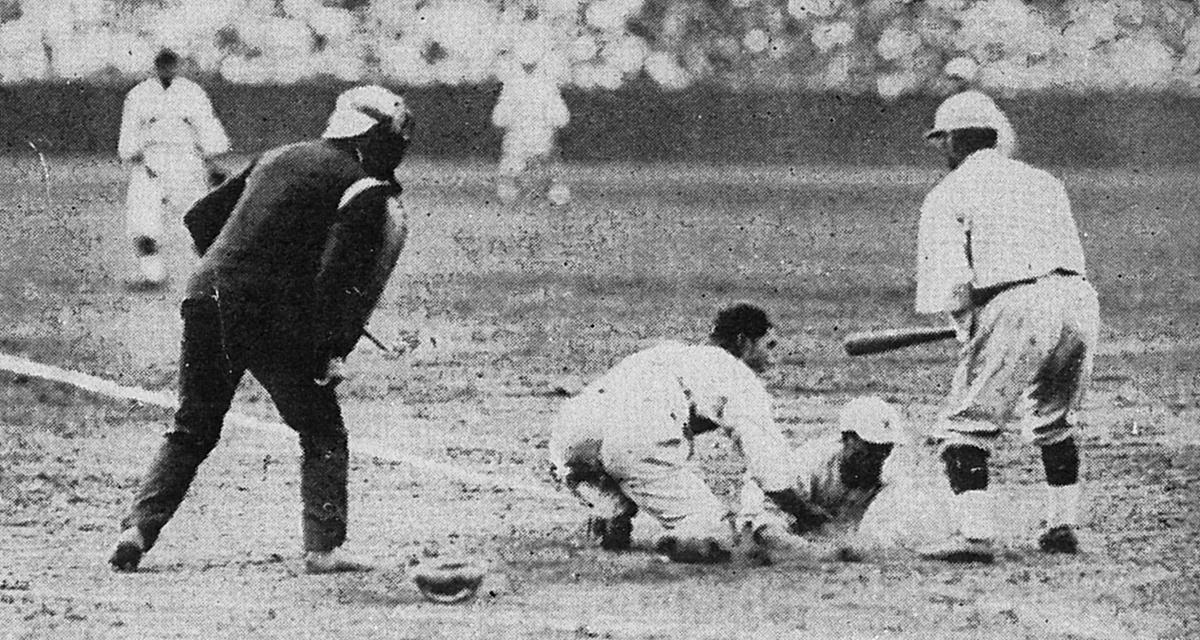
三原脩のホームスチール（1931年春の早慶2回戦）

1925年、東京六大学野球連盟発足に伴い早慶戦が復活、初のリーグ戦を優勝で飾り、慶應にも連勝して面目をほどこした。また同時期に来日したシカゴ大学に対し2勝1敗2分けと初めて勝ち越した。早慶戦の再開にあたっては、安部磯雄が満場の観衆に対して早慶戦復活の歴史的意義を説きながら応援マナーの遵守を訴えた。
かくして復活した早慶戦はいずれの試合も超満員のもと熱戦を繰り広げ、満天下の注目を集める球界最大の試合となった。早慶の活躍は当時放送が始まったラジオによって全国に伝わり、全国の球児にとって神宮で、そして早慶戦でプレーすることは野球選手最高の栄誉となっていった。早稲田には全国から有望な選手たちが集まり、井口新次郎・藤本定義・小川正太郎・三原脩・伊丹安広・森茂雄・伊達正男・中島治康・小島利男・若原正蔵・呉明捷・南村侑広…数え切れないほどのスター選手たちが神宮と全国を沸かせた。1932年にはリーグ改革を叫んで一時連盟を脱退したが同年秋に復帰、1933年7月10日には戸塚球場で日本初のナイター試合（早大二軍対早大新人）が実施された。

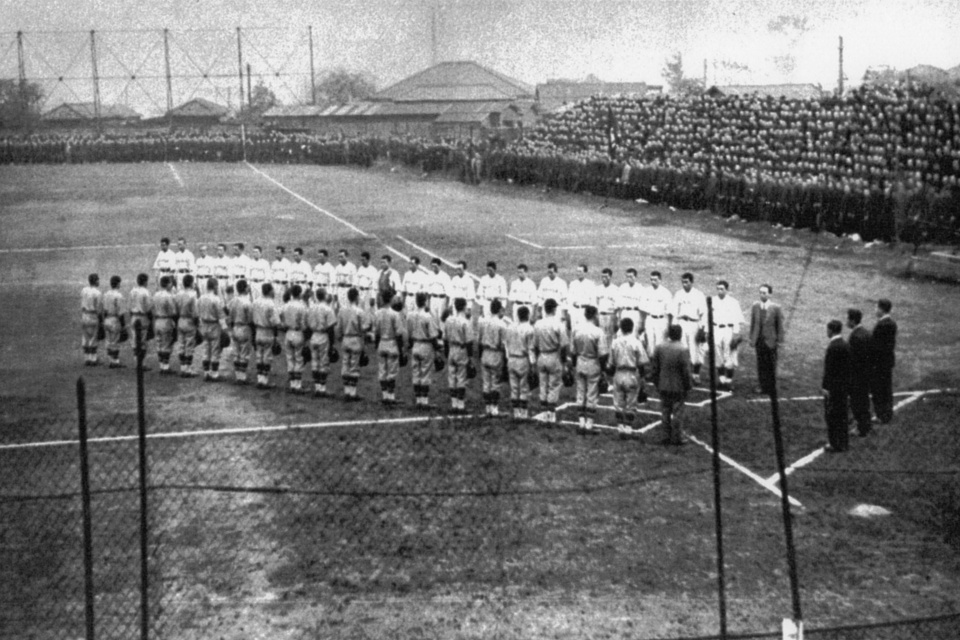
出陣学徒壮行早慶戦

戦争の激化に伴い1943年春をもって東京大学野球連盟（当時六大学連盟はこの名称）に解散令が降り、明治・法政ら他校が相次いで野球部解散に追い込まれるなか、軍部・大学当局の圧力にも屈せず野球部の灯を守り続けた。学徒出陣を控えた1943年10月16日には出陣学徒壮行早慶戦（世にいう「最後の早慶戦」）を強行した。
1945年5月には東京が空襲に見舞われ戸塚球場はバックネット裏の鉄骨破損などに遭ったが、野球部寮は空襲を免れた。その間も軍部からの迫害は激しく、とくに寮が海軍鋳物研究所に隣接していることからたびたび海軍は動員学徒たちの宿舎目的に寮を徴収しようと迫ったが、顧問飛田穂洲、部長外岡茂十郎らが中心となり、寮の看板を「稲門錬成道場」と塗り替えたりする（道場とすれば海軍もうかつに近づけまいと考えて）などその都度跳ね返してきた。また寮が強制疎開されそうになったこともあったが鉄筋コンクリートであったために疎開対象を免れた。寮にはユニフォームのほか300ダースものボールやバットなどの野球用具が大量に保管されており、これが終戦後他校に供給され野球復興を大きく支えたから、疎開対象となり壊されていれば野球の復活にも少なからず支障が生じたと見ていい。しかしながら、この戦争で34名にも及ぶOB・現役部員が犠牲となった。

### 戦後

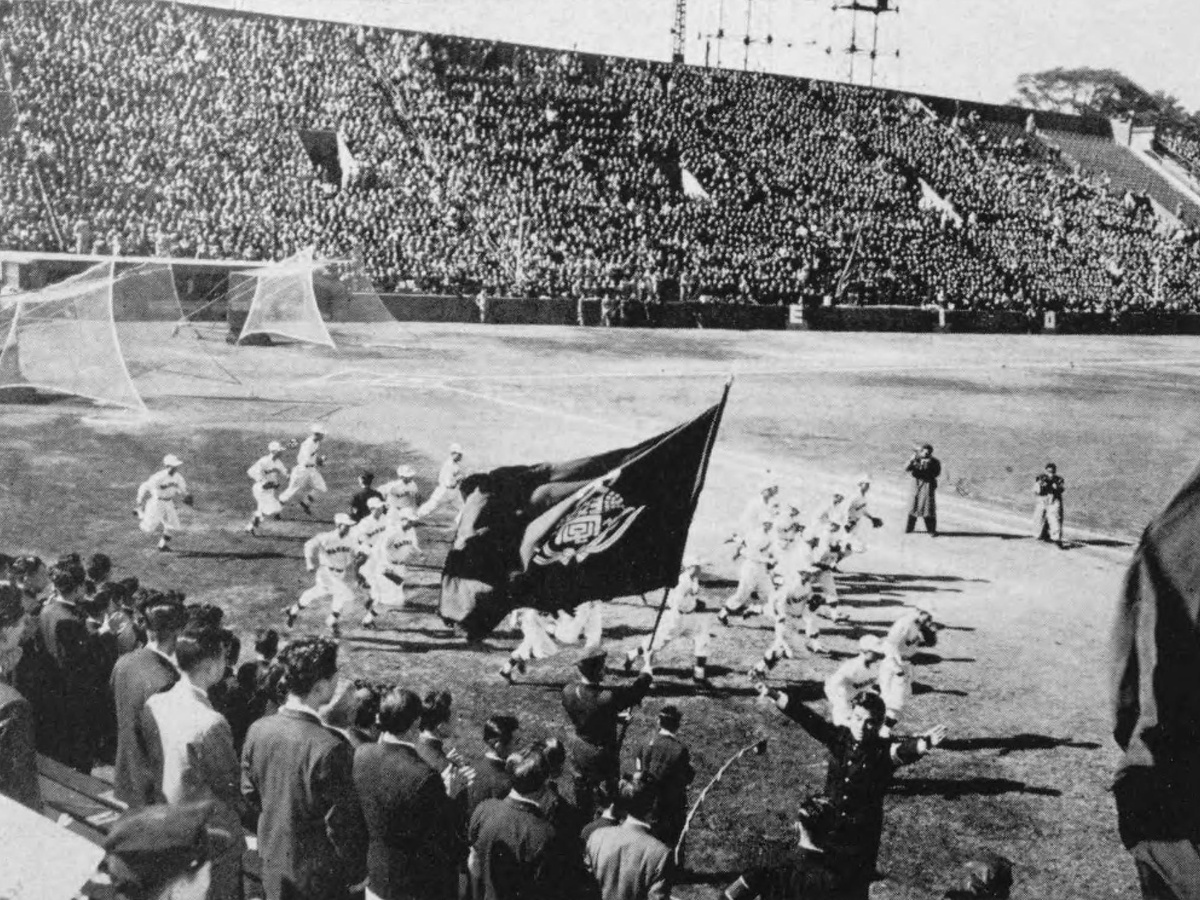
1955年のチーム（神宮球場）

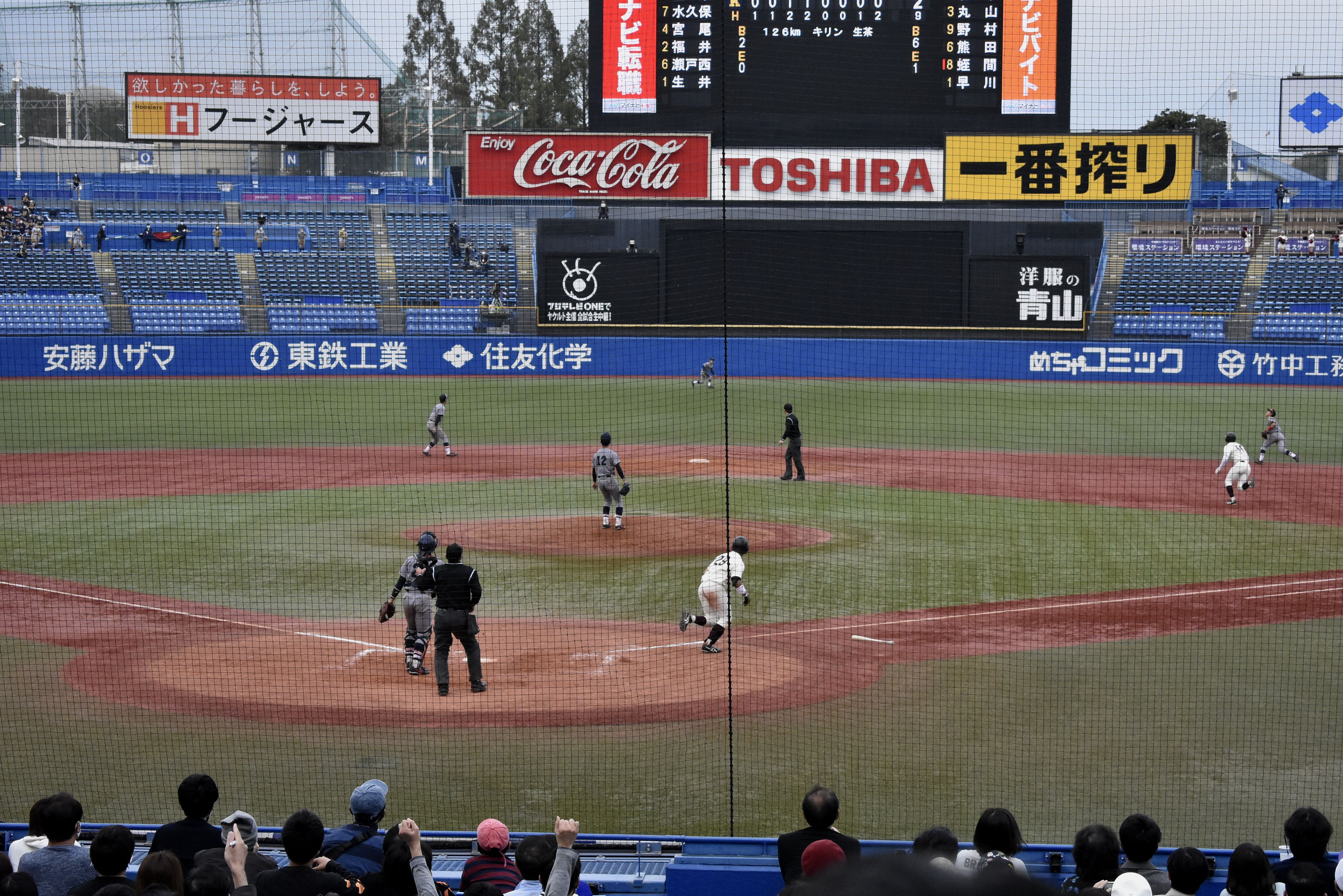
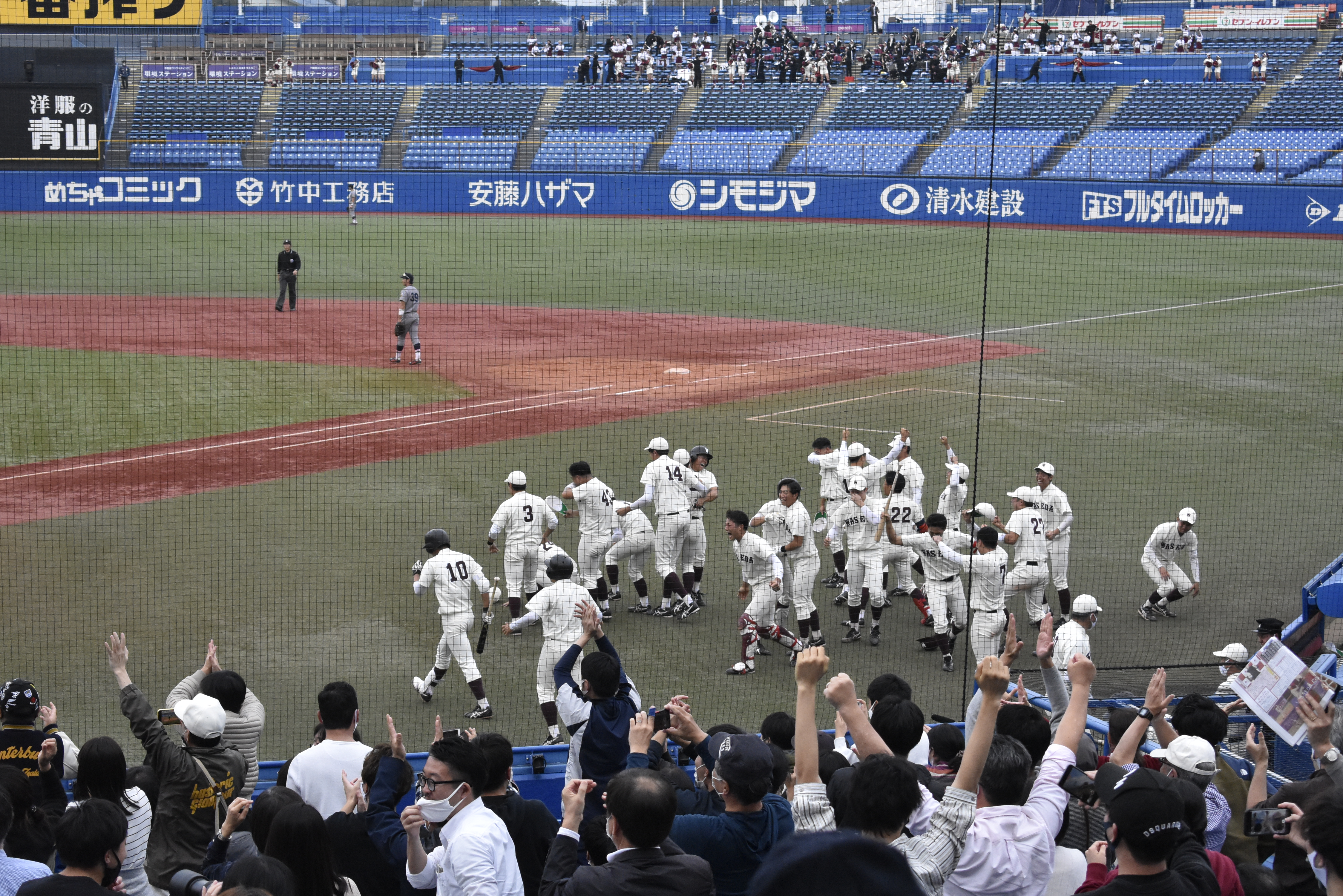
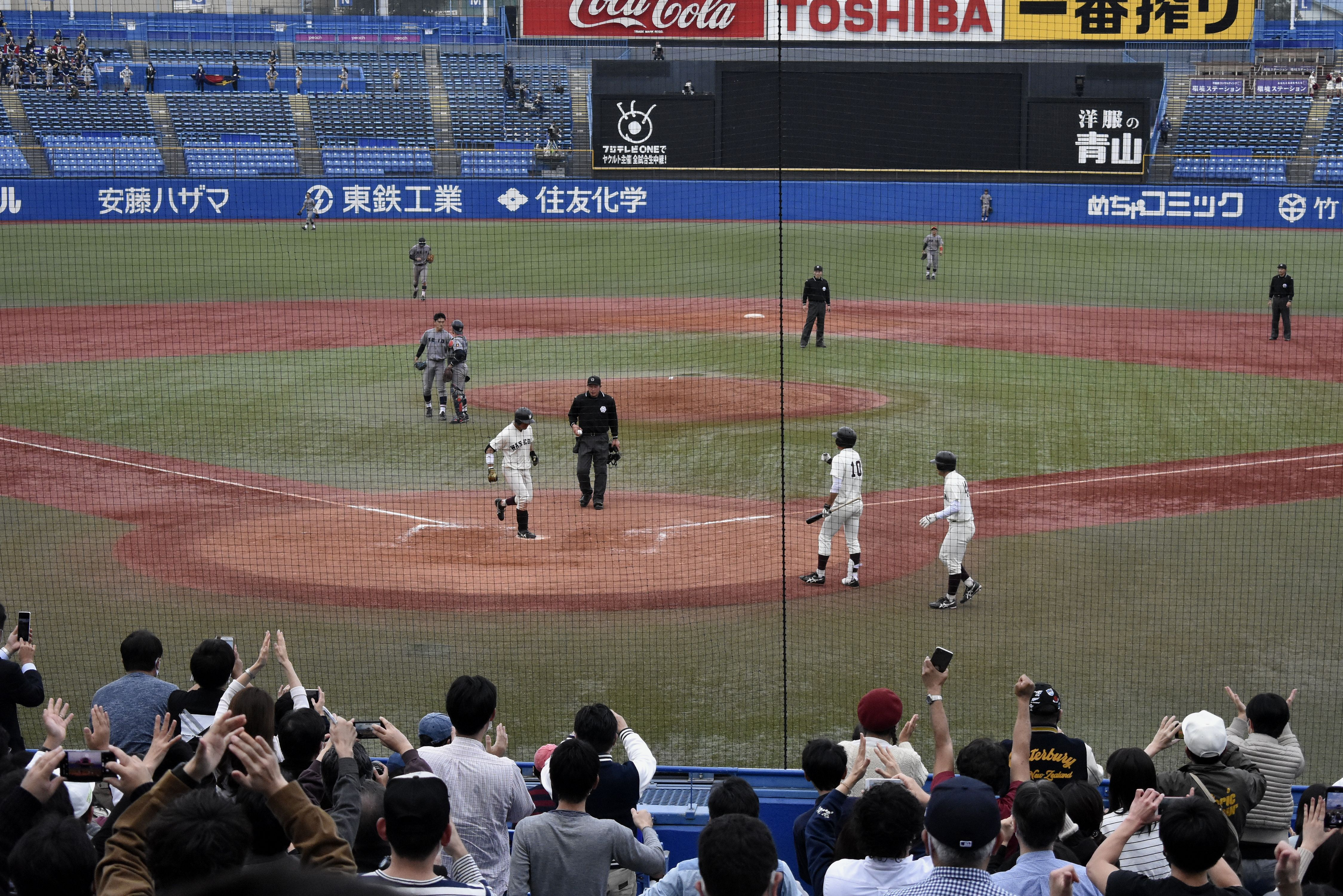
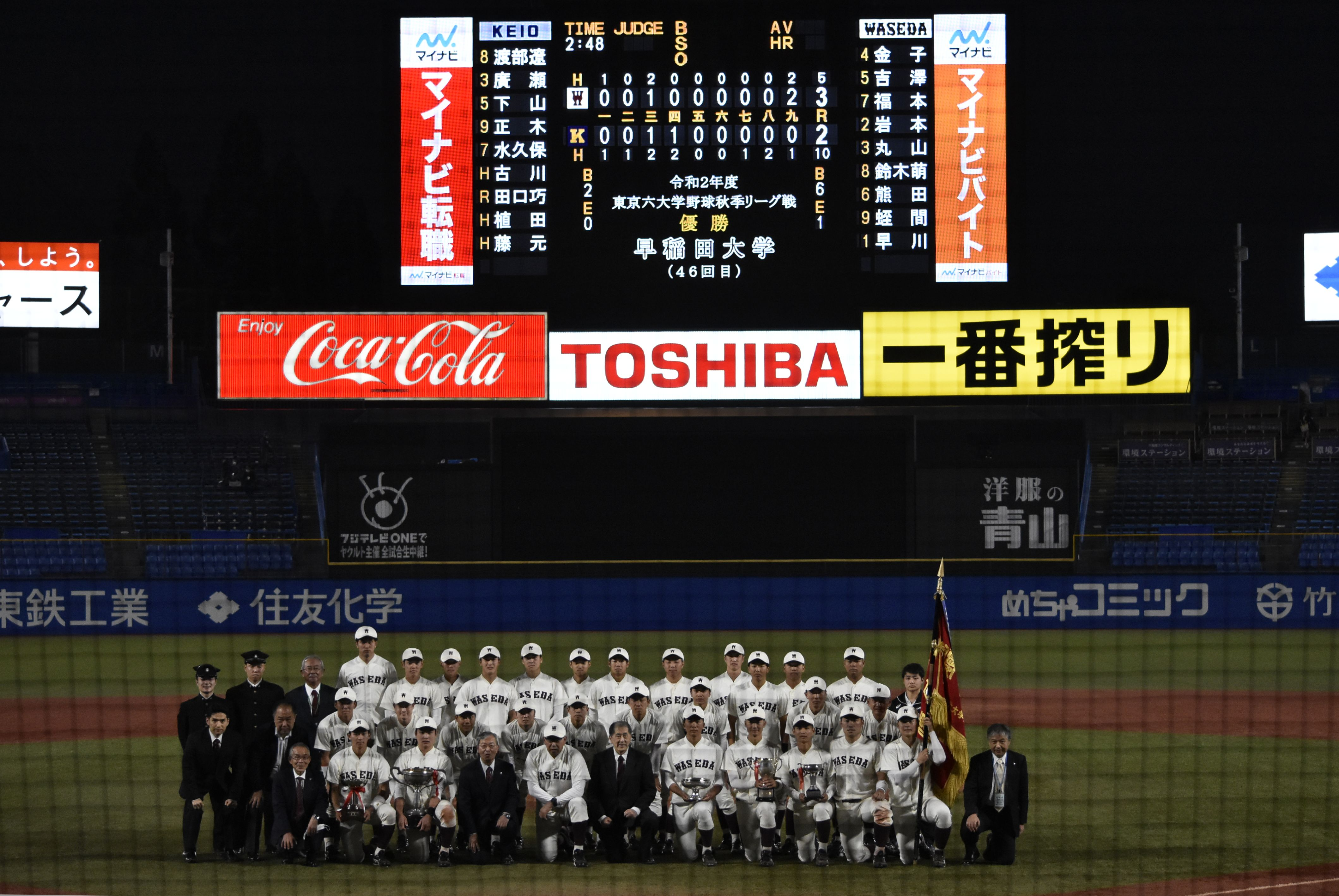
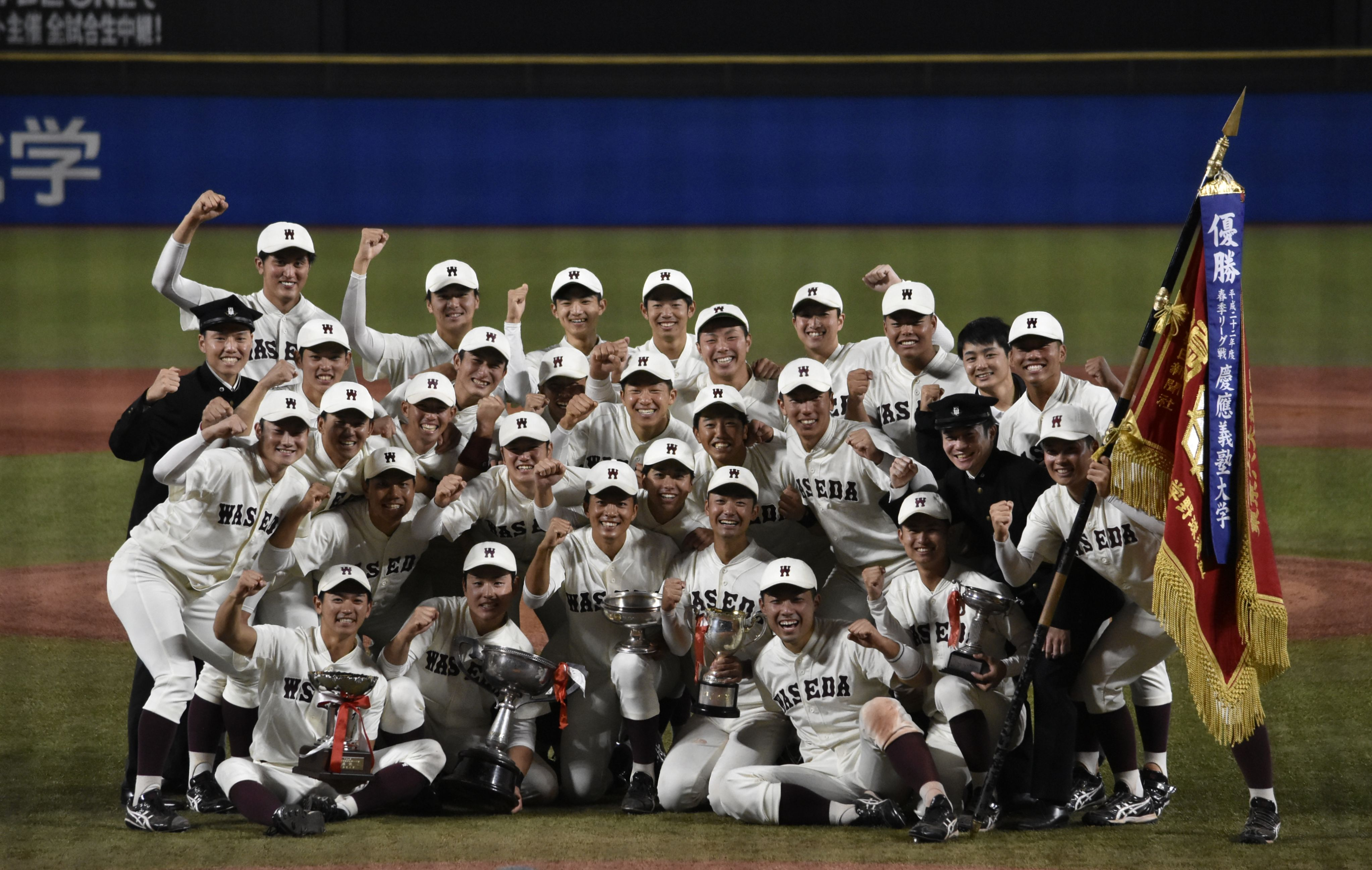

1945年8月に終戦を迎えると10月には疎開していた選手たちが集まり練習を再開、10月28日には神宮球場で全早慶戦が開催され、日本に球音が帰ってきた。戦前にマネージャーだった相田暢一（このとき学生ながら監督を務める）らが買い揃え蓄えていたボールやバットなどの野球用具は、惜しみなく他校に貸し与えた。
1946年春には東京六大学リーグ戦が再開され、秋にはエース・四番・主将の岡本忠之が全11試合登板・10勝7完封と不滅の大活躍を演じて戦後初優勝を果たし、そのシーズンより下賜された天皇杯を拝戴した（ちなみに戦前の摂政杯をはじめて拝戴したのも早稲田。摂政杯は皇太子時代の昭和天皇が下賜したもの）。その後1947年秋には上級生らの繰り上げ卒業による戦力低下のため史上唯一の最下位に沈むも、翌1948年にはシベリアから復員した石井藤吉郎の加入で息を吹き返して優勝、以降森茂雄監督・外岡茂十郎部長のコンビで1956年まで毎年のように優勝を重ね戦前に続く黄金時代を実現した。投手では当時リーグ新の44勝を記録した末吉俊信や石井連藏、1947,1948年夏の甲子園大会で2連覇を達成した福嶋一雄、1957年パリーグ新人王の木村保、野手では蔭山和夫・荒川博・岩本尭・広岡達朗・森徹らの名選手を輩出した。1959年には全日本大学野球選手権を初制覇、1960年には伝説的な早慶六連戦の末に慶應を破って優勝、大きな話題となった。しかしその後は6季連続でBクラス落ちと低迷した。
石井藤吉郎が監督に就任した1964年から息を吹き返し、「打棒ワセダ」と呼ばれた強力打線が復活、谷沢健一や荒川尭・中村勝広らが神宮球場にホームランを連発した。1970年代も松本匡史・佐藤清・山倉和博・金森栄治・三冠王岡田彰布らの強打者が出て、しばしば優勝はするものの連覇はなかなか果たせず（1957年から2001年までの間に連覇はわずか1回）、優勝回数を重ねられずにきた。1980年代に入ると受験難に伴って有力な高校生が入部しづらくなり、戦力面で法政や明治に大きく水をあけられた。東大に史上初めて完封による2連敗で勝ち点を献上したり（1981年）長く占めてきた優勝回数最多の座も法政に譲り、1982年秋を最後に7年間優勝から遠ざかった上に慶應・立教にも復活を先んじられるなど、低迷を続けてきた。
1987年に新設された人間科学部一期生が最上級生となり、石井連藏が再生を担い監督に復帰して3年目であった1990年春、勝ち点を取った方が優勝という12年ぶりの早慶V決戦は3日間とも神宮を超満員に埋め、テレビのニュースやスポーツ紙でも連日早慶戦をトップ、一面に据えた。そこでは早稲田が勝ち点を奪い優勝するなど復活の兆しを見せたが、その後の10年間で優勝2回と90年代に入っても不調が続いた。特に1978年秋（早慶戦75周年）1979年春（リーグ戦100シーズン目）1982年秋（大学創立100周年）1993年秋（早慶戦90周年）など、節目の年にしか勝てないと揶揄されたりもした。チーム最悪のシーズン8連敗（1998年春）を記録するなど、かつての栄光からは程遠い苦難の時期を長く過ごした。
しかし、2007年の大学創立125周年に合わせてスポーツ各部の低迷を打開しようと大学が選手の積極的補強に方針転換、有望な選手が多数集まるようになった。1999年には早慶六連戦を戦った野村徹が監督に就任、選手をフルタイムで指導するようになったことからチーム力も向上し、触発されるように一般受験組の中からも好選手が出て、今世紀に入ってからは往年の活気を取り戻した。
2001年春に通算1000勝一番乗りを果たすと和田毅・鳥谷敬・青木宣親・比嘉寿光・由田慎太郎・田中浩康らを中心に2002年春から部史上初の4連覇を達成、2003年秋にはこれも部史上初の10戦全勝優勝を達成した。
2005年に野村が勇退したが、後を受けた應武篤良が就任早々春のリーグで慶應との優勝決戦を制して優勝を果たす。2006年秋に38回目、続く2007年には斎藤佑樹ら前年夏の早稲田実業の甲子園優勝メンバーほか多数の有望新人が入部し、早くも8人が神宮でプレー、秋春連覇を果たすと第56回全日本大学野球選手権大会でも33年ぶりとなる3回目の優勝を達成、大学創立125周年となる記念の年に華を添え、日頃から目標としていた「文武両道日本一」を実現した（大学選手権での東京六大学勢の優勝も12年ぶりのことだった）。さらに同年秋のリーグ戦では慶應との優勝決戦を制して40回目の優勝を果たし、（4連覇を含めて）3回目となる3連覇を達成した。21世紀に入ってからの優勝回数は11回と群を抜き（法政・明治・慶應を合わせて12回）、法政に最大で8回差まで離されていた優勝回数も岡村猛監督就任3季目の2012年春季リーグ戦で優勝を果たし、25年ぶりに並んだ。
2008年3月にはシカゴ大学を招いて72年ぶりの交流試合を開催した（早稲田の3勝0敗）。
1950年3月に部史「早稲田大学野球部五十年史」を、2002年8月に「五十年史」と併せた「早稲田大学野球部百年史」をそれぞれ刊行した。
令和2年度 東京六大学野球 秋季リーグ戦 優勝（11月8日 明治神宮野球場）

## 本拠地

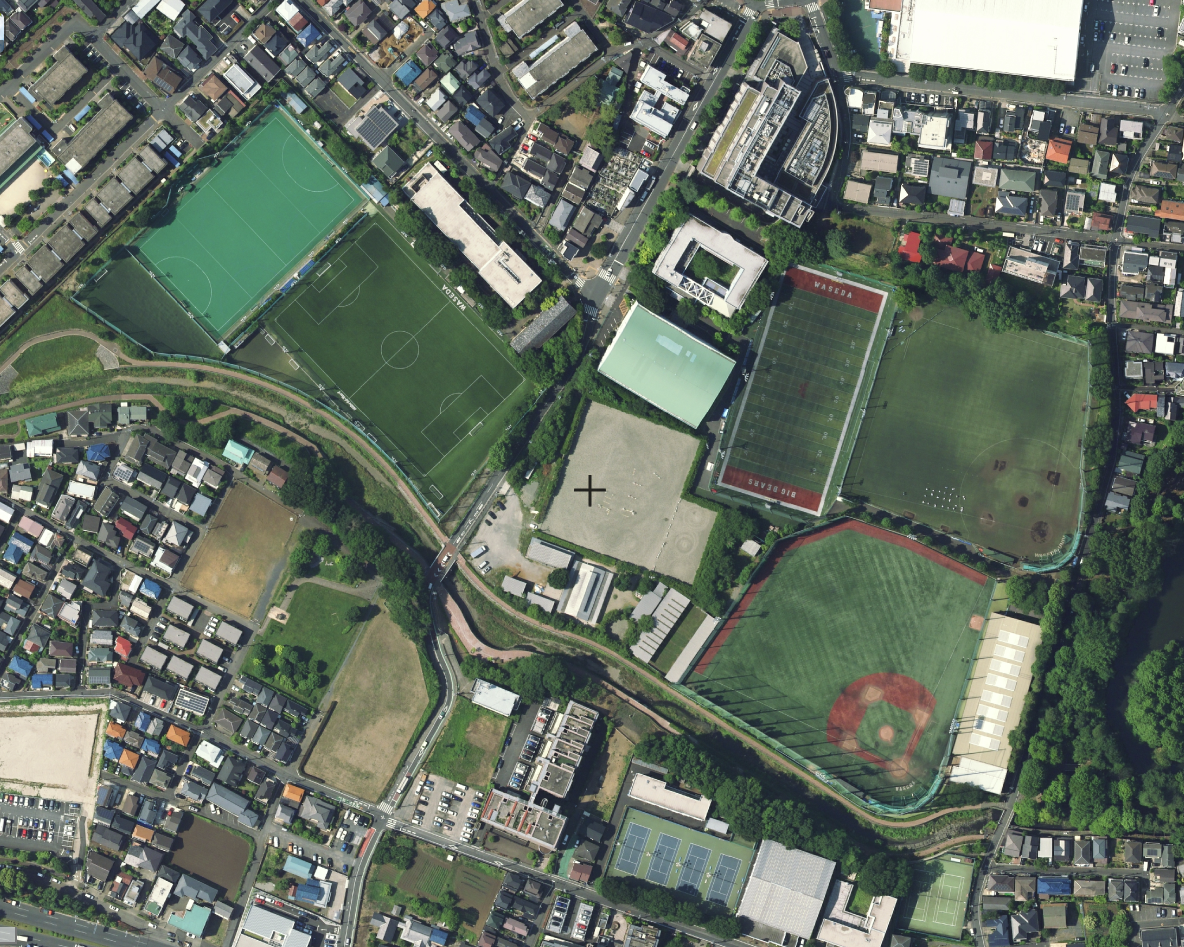
東伏見キャンパス

現在は東京都西東京市東伏見3-5-25、東伏見キャンパス内の安部寮を本拠としている。
かつてはグラウンド・合宿所とも東京都新宿区西早稲田の早稲田大学付近にあった。グラウンド（安部球場）は本校キャンパスのすぐ隣にあり、授業中の校舎から球場での練習風景が見物できた。球場（1902年竣工）名は戸塚球場だったが、初代部長安部磯雄の死に伴ってグラウンドを安部球場、合宿所を安部寮と名付けた。球場は日本初のナイター＝夜間照明試合を行った球場として、また1943年に「最後の早慶戦」を行った会場としても知られる。いずれも老朽化と大学の再開発計画に伴い、安部球場は1987年11月22日の全早慶戦を最後に閉鎖し現在の東伏見に移転、左翼111m・中堅122m・右翼102m、室内練習場完備の近代的な施設へと生まれ変わった。また安部寮は1925年に竣工し、1992年夏に現在地へ移転した。
2007年、斎藤佑樹の入学が決まり1月13日より練習へ合流すると、予想された通り報道の過熱、練習に訪れる観衆の増加が見られた。加えて近辺の道路では観衆や住民、通行車両間での事故の危険性が高まってきた。こうした事態に対して、球場から寮への通路の変更やネットの増設、練習中の報道規制や訪問者へのID発行などの措置が取られている。3月開始のオープン戦については一般開放をせず、その後もしばらくの間練習・オープン戦の公開を行わなかった。
安部球場は夏の甲子園東東京大会の会場としても使用された。周辺の開発の影響もあってか右翼側が狭くなっており、後方の民家等を防御するために高いネットが張られていた。そのネットに当たった打球は二塁打と判定されるという球場独自のルールがあった。
安部球場の跡地には早稲田大学の総合学術情報センターが建てられたが、大学側と野球部との確認書に基づき、施設入り口には安部球場時代にセンター後方にあった安部磯雄と飛田忠順の胸像が今も残されている。また球場と本校キャンパスの間を貫く坂道は通称「グランド坂」で、球場がなくなった今もその呼び名で呼ばれている。

## 部訓
- 野球部愛
- 練習常善
- 部員親和
- 品位尊重
- 質素剛健
- 他人迷惑無用

この6訓を長く部伝統の教えとして掲げ、神宮での勝利のみならず、人間形成・文武両道の達成を部の目的として活動してきた。知識は学問から、人格はスポーツからという安部の思想と、学生野球の本分は練習にあるという飛田の思想が、部訓の根底に流れている。

## 記録

### チーム成績
いずれも2025年度春季リーグ戦終了時点の数字。東京六大学発足以前の数字は含まない。
- 東京6大学野球リーグ 優勝:49回（戦前8回、戦後41回。最近の優勝＝2025年春季。4連覇＝2002年春季～2003年秋季（通算38勝5敗1分、勝率8割8分4厘は4連覇の6例中最高）。3連覇2回＝1950年春季～1951年春季・2006年秋季～2007年秋季。10戦全勝優勝＝2003年秋季。完全優勝＝戦後20回。）
- 全日本大学野球選手権大会 出場14回 優勝5回（1959年、1974年、2007年、2012年、2015年）
- 明治神宮野球大会 大学の部 出場12回 優勝1回（2010年）
- 明治神宮競技大会野球競技 大学の部 出場11回 優勝5回（全国最多、1927年、1931年、1939年、1940年、1941年）
- 日本学生野球協会結成記念野球大会 大学の部 優勝なし

※ 獲得タイトルは、東京六大学野球リーグ歴代最多の計60回である。
チームとして保有するリーグ記録は以下の通り。
- 最多延長試合（1975年秋季早慶3回戦、延長18回）
- 1試合最多本塁打（6本、1967年春季立教2回戦）
- 1試合両チーム合計最多本塁打（8本、1967年春季立教2回戦）
- 1イニング最多本塁打（3本、1982年秋季早慶3回戦）
- 全員安打全員得点（1928年春季東大1回戦）
- 全員打点（1968年秋季東大1回戦）
- シーズン最多得点（100点、2003年春季）
- シーズン最高打率（3割4分7厘、2003年春季）
- 1イニング最多安打（10本、1928年春季法政2回戦の5回）
- 連続打者安打（7連続、1971年春季東大1回戦）
- 1試合最多盗塁（13個、1978年秋季東大1回戦）
- 1試合最多三塁打（5本、2002年春季東大1回戦）
- 1イニング最多四死球（7四死球、1985年春季立教1回戦）
- シーズンベストナイン受賞7人（2003年秋季、2007年秋季）

#### 主な個人記録
- 三冠王（戦後）- 4人　岡田彰布（1978年秋季）、鳥谷敬（2001年春季）、田中幸長（2007年秋季）、杉山翔大（2012年秋季）
- 首位打者 - 45人、49回（最近は2015年春季の丸子達也） ※複数回獲得は水原義明、小島利男、南村不可止、鳥谷敬。

### プロ野球に進んだ選手
卒業（あるいは中退）後プロ野球（NPB）に進んだ選手は2019年入学の蛭間拓哉までで134人、NPBでの現役選手は12人（いずれも2023年4月1日現在）。2006年ドラフトで北海道日本ハムファイターズが主将の宮本賢を自由獲得枠で獲得、また山本一徳を5巡目で指名した。これで早稲田大学の現役選手は1999年（藤井秀悟）から8年連続でドラフト指名を受けたこととなり、従来の連続年指名記録に並んだ。その後2007年は指名が途絶えたが、2008年（上本博紀、細山田武史、松本啓二朗）に指名が復活し、以降9年連続で指名を受けた（2017年は育成での指名のみ）。
朝日新聞出版発行「大学ランキング・2012年度版」の「スポーツ選手出身大学・プロ野球部門」で同部は、青山学院大学に次ぐ第2位となっていた。

#### 野球殿堂
野球殿堂表彰者は27人（競技者表彰・特別表彰合計。早大野球部OBまたは部長経験者に限る）。

### 歴代監督
- 飛田忠順　（1919年 - 1925年）
- 市岡忠男　（1926年 - 1930年春季）
- 大下常吉　（1931年 - 1933年）
- 久保田禎　（1934年）
- 田中勝雄　（1937年 - 1939年）
- 伊丹安広　（1940年 - 1942年）
- 相田暢一　（1946年 - 1947年春季）（学生）
- 森茂雄　　（1947年秋季 - 1957年）
- 石井連藏　（1958年 - 1963年）
- 石井藤吉郎（1964年 - 1973年、1974年総監督）
- 石山建一　（1974年 - 1978年）
- 宮崎康之　（1979年 - 1984年）
- 飯田修　　（1985年 - 1987年）
- 石井連藏　（2回目、1988年 - 1994年）
- 佐藤清　　（1995年 - 1998年）
- 野村徹　　（1999年 - 2004年）
- 應武篤良　（2005年 - 2010年）
- 岡村猛　　（2011年 - 2014年）
- 高橋広　　（2015年 - 2018年）
- 小宮山悟　（2019年 - ）

すべて早稲田大学OB（稲門倶楽部会員）が務めている。飛田、市岡、田中、伊丹、相田、森、石井藤は野球殿堂入りした。
監督不在の1930年秋季・1935年 - 1936年の各シーズンは学生合議によりチームを運営した。また1942年は飛田・伊丹による顧問制を採り、終戦直後はマネージャーだった相田が学生のまま監督を務めた。

### 歴代主将
初代の大橋武太郎から2015年度の河原右京まで105人が務める。慶應に挑戦状を送ったとされる橋戸信は2代目の主将である。
チームの中心選手が務める傾向が強く、2006年度までの4代の主将（比嘉寿光、田中浩康、武内晋一、宮本賢）はいずれもプロ入りしている。野球殿堂入りは橋戸ほか9名。

### 歴代部長
全員が早大教授である。
- 安部磯雄 （1901年 - 1906年、1910年 - 1925年）
- 高杉瀧藏 （1907年 - 1909年、1926年 - 1932年）
- 寺澤信計 （1933年代理）
- 山本忠興 （1934年 - 1941年）
- 外岡茂十郎（1942年 - 1964年春季）
- 中谷博 （1964年秋季 - 1969年春季）
- 樫山欽四郎（1969年秋季 - 1977年春季）
- 滝口宏 （1977年秋季樫山死去に伴う代行、1978年）
- 正田健一郎（1979年 - 1992年）
- 片岡寛光 （1993年 - 2004年）
- 川口浩 （2005年 - 2022年）
- 日野愛郎（2022年 - 現在）

### 最新の役員
2024年の幹部は以下の通り。
- 部長 日野愛郎（政治経済学部教授）
- 監督 小宮山悟（教育学部OB（1986年入学）、芝浦工大柏高校出）
- 主将　印出太一（中京大中京高出）
- 副将　吉納翼（東邦高出）
- 主務　中原由信（早稲田実業高出）
- 副務　神田航（早大学院高出）
- 新人監督　川内脩平（八王子高出）

## 主なOB
下記以外のOBについては、Category:早稲田大学野球部の選手を参照。
- 1906年度卒

橋戸信
河野安通志
押川清
- 1911年度卒

三神吾朗
- 1912年度卒

飛田穂洲
- 1921年度卒

久慈次郎
- 1925年度卒

竹内愛一
- 1926年度卒

芥田武夫
- 1928年度卒

藤本定義
- 1931年度卒

水原義明
- 1932年度卒

伊達正男
呉明捷
杉田屋守
佐伯喜三郎
- 1933年度卒

小川正太郎
中島治康
三原脩（中退）
- 1935年度卒

小島利男
- 1941年度卒

松井栄造
南村不可止
辻井弘
小野欣助
- 1944年度卒

笠原和夫
近藤清
- 1946年度卒

相田暢一
- 1947年度卒

岡本忠之
- 1949年度卒

蔭山和夫
- 1950年度卒

石井藤吉郎
- 1951年度卒

末吉俊信
- 1952年度卒

荒川博
岩本堯
沼沢康一郎
- 1953年度卒

広岡達郎 
小森光生
福島一雄
- 1954年度卒

石井連蔵
- 1956年度卒

木村保
- 1957年度卒

森徹
- 1959年度卒

近藤昭仁
木次文夫
- 1960年度卒

徳武定祐
金沢宏
- 1961年度卒

安藤元博
- 1964年度卒

江尻亮
宮本洋二郎
石山建一
- 1965年度卒

大塚弥寿男
- 1966年度卒

八木沢荘六
西田暢
- 1967年度卒

高橋直樹
三輪田勝利
林田真人
- 1969年度卒

荒川堯
谷沢健一
小田義人
千藤三樹男
阿野鉱二
小坂敏彦
安田猛
- 1970年度卒

大木勝年
- 1971年度卒

金子勝美
中村勝広
- 1973年度卒

鍛治舎巧
楠城徹
鈴木葉留彦
- 1974年度卒

前川善裕
矢野暢生
- 1975年度卒

阿部政文
香川正人
- 1976年度卒

松本匡史
吉沢俊幸
八木茂
- 1977年度卒

山倉和博
佐藤清
岡村猛
小倉偉民
- 1978年度卒

金森栄治
中屋恵久男
須長三郎
- 1979年度卒

岡田彰布
有賀佳弘
島貫省一
向田佳元
- 1980年度卒

應武篤良
- 1981年度卒

仁村薫
- 1982年度卒

広岡資生
- 1983年度卒

木暮洋
- 1985年度卒

足立修
- 1986年度卒

石井浩郎
- 1987年度卒

加藤正樹
- 1989年度卒

小宮山悟
- 1990年度卒

水口栄二
- 1992年度卒

鈴木浩文
- 1993年度卒

仁志敏久
- 1994年度卒

織田淳哉
- 1995年度卒

荒井修光
- 1996年度卒

三澤興一
- 1999年度卒

藤井秀悟
- 2000年度卒

鎌田祐哉
- 2001年度卒

東辰弥
江尻慎太郎
- 2002年度卒

和田毅
- 2003年度卒

青木宣親
鳥谷敬
比嘉寿光
由田慎太郎
- 2004年度卒

田中浩康
- 2005年度卒

越智大祐
武内晋一
- 2006年度卒

大谷智久
宮本賢
山本一徳
- 2008年度卒

上本博紀
細山田武史
松本啓二朗
須田幸太
- 2009年度卒

松下建太
- 2010年度卒

大石達也
斎藤佑樹
福井優也
- 2011年度卒

土生翔平
- 2012年度卒

杉山翔大
- 2013年度卒

横山貴明
- 2014年度卒

有原航平
中村奨吾
高梨雄平
- 2015年度卒

重信慎之介
茂木栄五郎
- 2016年度卒

石井一成
- 2017年度卒

大竹耕太郎
- 2018年度卒

小島和哉
- 2020年度卒

早川隆久
- 2021年度卒

徳山壮磨
西垣雅矢
- 2022年度卒

蛭間拓哉
- 2024年度卒

山縣秀
吉納翼

## その他

### マスコミでの扱い
プロスポーツの発展につれて、ドラフト以外で大学野球、中でも早大野球部がスポーツ紙の一面に取り上げられることは1990年春の早慶戦を最後に皆無となっていた。しかし、2006年夏の高校野球で系属校の早稲田実業高校が優勝し、フィーバーを巻き起こしていたエースの斎藤佑樹が早大進学を表明していたことにより、同年10月16日のサンケイスポーツで早大野球部リーグ戦優勝の記事が一面を飾ることとなった。
また斎藤が早大野球部に入部することが予想されていたため、ワイドショーなどでその活動内容が取り上げられるなど、マスコミでその存在が注目されることとなる。
斎藤が早大に入学した2007年、その年の春季リーグ開幕戦でいきなり先発デビューを果たした。放映権を獲得した日本テレビは早速特別番組を放送、夕方には各テレビ局ともニュース番組で2番目のニュースとしてこれを取り上げ、翌月曜日までワイドショー番組が時間を割いた。スポーツ紙だけでなく全国紙でも1面で斎藤初登板初勝利の記事を掲載するなど予想通りの過熱ぶりを見せ、その後も斎藤の投げた翌日はスポーツ紙の多くが一面に斎藤を揚げた。2007年6月3日の早慶戦では斎藤が先発し10年ぶりに満員となった神宮球場で早大が優勝を決めたことでさらに注目を集め、優勝パレードも各テレビ局が中継するなど報道はますます過熱していった。

### ユニフォーム・背番号
- ユニフォームはクリーム色にえび茶で「WASEDA」の英字表記、帽子も同色で帽章は「W」。書体は俗に「早稲田文字」と呼ばれ、読売ジャイアンツのホーム用ユニフォームにも長く使われたほか、高校野球でも早稲田文字を模したユニフォームを採用するチームが多い。えび茶色と書体はシカゴ大学のものを模したと言われており、えび茶色は大学のスクールカラーともなっている。現代では数少ない丸帽・襟付きのユニフォームである。アンダーシャツは白色。ストッキング・グラウンドコートはえび茶色。ストッキングには2003年秋季の全勝優勝を記念して白色で「W」の一文字が入っている。
- ヘルメットはえび茶に白で「W」。ヘルメット色、ユニフォームのロゴ色は時期によって赤みの濃淡が違うことがある（近年では野村徹監督が、赤に近かったものを自身の現役時代の茶に近い色に戻した）。
- 背番号は「10」（主将）「30」（監督）については六大学の他校と同じ。学生コーチは「40」「50」「51」を着用。ほかに、投手は10番台で右腕エースは「11」・左腕エースは「18」、正捕手は「6」、内野手は「6」以外の一ケタ番号、外野手と一部の控え捕手は20番台を着けるという慣習がある（控え捕手は「2」「8」「12」などを付けることがある）。
- 9番を永久欠番としている。これは1972年の第1回日米大学野球で負傷し死亡した東門明内野手が9番を着けていたことから、東門選手への弔意として欠番としたものである。

### 優勝パレード・ちょうちん行列
東京六大学リーグ戦の優勝校は、記念のパレードを行う。早稲田の場合は神宮外苑内の聖徳記念絵画館前広場を起点に、明治通り、早稲田通りを通って早稲田大学早稲田キャンパスまでを行進する。参列者は紅白の提灯をもって行進するため「ちょうちん行列」「ちょうちんパレード」の別名がある。かつては優勝を祝う住民・商店街の人々が沿道に出迎え、クラッカーを鳴らしたり樽酒を振る舞ったりと賑やかだった。往時ほどではないが、近年も大学周辺の商店街は義理堅く、かつ暖かくパレードを迎えている。
選手たちはかつてはオープンカーに乗ってのパレード参加であったが、近年は交通事情と安全面に配慮してか、理工系学部がある近隣の西早稲田キャンパス（旧大久保キャンパス）から合流し、徒歩で行進する。パレード終了地点はその都度違うが、近年は大隈講堂前か大隈重信像前を終点にし、そこで優勝報告会を行っている。